# 高木章次
高木章次（たかぎあきつぐ、1970年3月3日 - ）は、日本の漫画家。北海道出身。

## 経歴
1997年、『赤マルジャンプ』1997年Spring号(集英社)に『スナッチャー窃』が掲載されデビュー。2002年、週刊少年チャンピオン(秋田書店)で同名漫画を連載。パチスロ誌では「ジャンク風土」名義を使用。なおスナッチャー窃の単行本は秋田書店からではなく2005年に宙出版から出版されたが、これは宙出版が単行本化可能な漫画を探していたのを知った出口竜正が高木と連絡を取り出版に漕ぎ着けた経緯があるためと出口と赤松健との対談の中で語られている。

## 作品リスト

### 漫画
- スナッチャー窃
  - 赤マルジャンプ 1997年 Spring号
  - 週刊少年チャンピオン 2002年 51号 - 2003年 16号
- 対機装甲JUNK(週刊少年ジャンプ 1998年 22・23号)
- すでに真剣!(週刊少年ジャンプ 1998年 49号)
- ビッグ・マウンテン・ライダー(原作：森村時夢、赤マルジャンプ 2000年 Spring号)
- スロッター鈴(原作：中澤浩史、スーパーパチスロ777 2003年 12月号) ※「ジャンク風土」名義
- ギリスロ(原作：じゃぶらー吉田、スーパーパチスロ777 2004年 2月号) ※「ジャンク風土」名義
- 新台げっちゅう!(原作：じゃぶらー吉田、スーパーパチスロ777 2004年 6月号 - 2005年 4月号) ※「ジャンク風土」名義

### 挿絵
- 『ここほれ ONE-ONE!』（原作：小川一水、集英社スーパーダッシュ文庫）全2巻